# Georg Thilo
Georg Christian Thilo (* 31. Juli 1831 in Halle (Saale); † 4. April 1893 in Heidelberg) war ein deutscher Klassischer Philologe und Gymnasiallehrer. Er ist vor allem durch seine Edition von Servius’ Kommentaren zu Vergils Gedichten und Studien zu lateinischen Dichtern und Grammatikern bekannt geworden.

## Leben
Georg Thilo war der Sohn des evangelischen Theologen und Philologen Johann Karl Thilo (1794–1853) und dessen zweiter Ehefrau Maria geb. Fries, einer Tochter des Bankiers und Kunstsammlers Christian Adam Fries. Er wuchs mit fünf jüngeren Geschwistern auf. Im Haus seines Vaters, der Professor für historische Theologie an der Universität Halle (Saale) war, kam Georg Thilo früh mit zahlreichen Gelehrten in Kontakt, darunter der Historiker Heinrich Leo, die Philologen Gottfried Bernhardy und Friedrich Ritschl und die Juristen Ludwig Pernice und Karl Witte.
Georg Thilo besuchte von 1841 bis 1849 das Pädagogium der Franckeschen Stiftungen und studierte ab dem Wintersemester 1849/50 Klassische Philologie und Geschichte an der Universität Halle. Er besuchte Vorlesungen bei Gottfried Bernhardy, Heinrich Keil, Heinrich Leo und dem Archäologen Ludwig Ross und trat der Studentenverbindung Salingia bei. Zum Wintersemester 1850/51 wechselte Thilo an die Universität Bonn, einem Zentrum der Altertumswissenschaft. Nach zwei Semestern wurde Thilo in das von Friedrich Ritschl und Friedrich Gottlieb Welcker geleitete philologische Seminar aufgenommen. In seinen sechs Bonner Semestern besuchte er vor allem die Vorlesungen von Ritschl und wurde von dessen hauptsächlich auf die latinistische Textkritik und Grammatik bezogener Forschung geprägt. Bereits früh wies Ritschl ihn auf Erwähnungen des lateinischen Grammatikers Varro in Plutarchs Moralia hin. Mit einer Arbeit über dieses Thema wurde Thilo am 27. Juli 1853 zum Dr. phil. promoviert, nachdem er vier Tage zuvor das Oberlehrerexamen bestanden hatte.
Da sein Vater kurz zuvor gestorben war, kehrte Thilo nach seinem Studienabschluss nach Halle zurück und begann die Schullaufbahn. Das Probejahr absolvierte er von Michaelis 1853 bis 1854 an der Lateinischen Hauptschule der Franckeschen Stiftungen. Nachdem er im Dezember 1854 eine zusätzliche Prüfung für Religionsunterricht abgelegt hatte, ging er im Mai 1855 an das Domgymnasium Naumburg. Die Nachbarschaft zur Landesschule Pforta ermöglichte es ihm, seine wissenschaftlichen Arbeiten fortzusetzen, die er auch durch eine kurze Forschungsreise zu den Bibliotheken Oberitaliens (in den Schulferien) vorantrieb. Damals sammelte Thilo das Material zu seiner Lebensarbeit, der kritischen Erforschung und Edition von Servius’ Kommentaren zu Vergils Gedichten. Erste Proben dieser Arbeit veröffentlichte Thilo in der Zeitschrift Rheinisches Museum für Philologie und in Schulprogrammen. Nachdem er seine Stelle in Naumburg im Juli 1856 aufgegeben hatte, unternahm Thilo ab August 1856 eine längere Italienreise. Er reiste über München nach Mailand, Genua, Livorno und Pisa nach Neapel, wo er sich seinem Bonner Studienfreund Emil Hübner anschloss, der schon seit einiger Zeit im Auftrag der Berliner Akademie die lateinischen Inschriften Italiens untersuchte. Thilo und Hübner reisten zusammen für mehrere Wochen nach Sizilien und fuhren Ende Oktober (nach einem Aufenthalt in Pompeji) nach Rom, wo Thilo den Winter hindurch lateinische Handschriften studierte. Ab April 1857 setzte er seine Reise fort und besuchte wiederum Neapel und Oberitalien. Im September 1857 reiste er weiter nach Paris, wo er bis zum 8. Dezember auf der Kaiserlichen Bibliothek forschte. Auf der Rückreise nach Halle verweilte er noch einige Tage in Leiden und untersuchte Handschriften auf der dortigen Universitätsbibliothek.
Nach Halle zurückgekehrt trat Thilo zum April 1858 wiederum in den Schuldienst, nun als ordentlicher Lehrer und Inspektor am Pädagogium der Franckeschen Stiftungen in Halle. Er unterrichtete Latein, Griechisch, Deutsch und gelegentlich Geschichte. Die Früchte seiner eineinhalbjährigen Forschungsreise gab er nach und nach heraus. Hervorzuheben ist Thilos kritische Ausgabe des römischen Argonautenepos von Valerius Flaccus (Halle 1863), die den Text erstmals auf eine sichere Grundlage stellte: Thilo hatte den Vaticanus 3277 sorgfältig verglichen und in einer sehr konservativen Textedition veröffentlicht. Seine These, dass der Vaticanus 3277 der einzige unabhängige Überlieferungszeuge für das Epos sei, war lange Zeit die allgemeine Forschungsmeinung und wurde erst 1970 durch die Studien von Widu-Wolfgang Ehlers widerlegt.
Nach seiner Ernennung zum Oberlehrer (1865) heiratete er Amalie Fremerey aus Heidelberg. In Halle fand Thilo durch das Kollegium und die Universität eine geistig anregende Umgebung. Mit anderen Interessierten las er regelmäßig Komödien des Plautus. Im Herbst 1867 beteiligte er sich an der Vorbereitung und Durchführung der 25. Versammlung deutscher Philologen und Schulmänner, auf der er sowohl alte Kontakte erneuerte als auch neue Bekanntschaften schloss, darunter mit dem Philologen und Servius-Spezialisten Hermann Hagen, mit dem Thilo schon seit Längerem zusammenarbeitete.
Als 1869 das Angebot an Thilo herantrat, das Direktorat des Gymnasiums in Neubrandenburg zu übernehmen, entschloss er sich, Halle zu verlassen, und zog im Oktober 1869 dorthin. In der mecklenburgischen Kleinstadt leitete er von Amts wegen nicht nur das Gymnasium, sondern alle öffentlichen Schulen, also auch die höheren Töchter- und Elementarschulen. Die starke Arbeitsbelastung, die auf Kosten von Thilos Gesundheit ging, veranlasste ihn, sein Amt nach sechs Jahren aufzugeben und im Herbst 1875 nach Heidelberg, in die Heimat seiner Frau überzusiedeln. Dort setzte er als „Gymnasialdirektor außer Dienst“ seine wissenschaftliche Arbeit fort und unterrichtete auch von 1877 bis 1883 Latein am Gymnasium. Ab 1878 veröffentlichte er seine lange vorbereitete und von Ritschl immer wieder angemahnte Servius-Ausgabe, die seitdem die Grundlage der Beschäftigung mit diesem spätantiken Vergilkommentar bildet.
Thilo starb im Alter von 61 Jahren nach langer Krankheit.

## Schriften (Auswahl)
- De Varrone Plutarchi quaestionum Romanarum auctore praecipuo. Bonn 1853 (Dissertation)
- Servii comment. Verg. Aen. lib. I, 139–200. Naumburg 1856 (Schulprogramm)
- Quaestiones Silianae criticae. Halle 1858 (Schulprogramm)
- C. Valerii Flacci Setini Balbi Argonauticon libri octo. Halle 1863
- Servii grammatici in Vergilii Georg. lib. I, 1–100 commentarius. Halle 1866 (Schulprogramm)
- Quaestiones Servianae. Halle 1868 (Schulprogramm)
- Observationes criticae in Servii in Verg. Aen. VI. commentarium. Neubrandenburg 1871 (Schulprogramm)
- mit Hermann Hagen: Servii Grammatici qui feruntur in Vergilii carmina commentarii. 4 Bände in 3 Teilen, Leipzig 1881–1902. Nachdruck Hildesheim 1961
- P. Vergilii Maronis Carmina. Editio stereotypa. Leipzig 1886